# 레이스빌트 갈레온
레이스빌트 갈레온(영어: Race-built Galleon)은 1570년에서 1590년까지 잉글랜드 왕국에서 건조된 함선이다. 1570년 엘리자베스 1세의 지시에 따라 존 호킨스, 리처드 챕맨, 피터 페트, 매튜 베이커가 만든 갈레온은 "레이스빌트" 디자인을 바탕으로 한 것이었다. 1578년 존 호킨스가 해군 회계담당자가 되었을 때 그는 그의 전투 경험을 살려 갈레온의 디자인을 변경했다. "레이스빌트" 갈레온은 전체적으로 전장 대 선폭 비율이 높고 선체가 낮았으며 선원 선실이 초기 갈레온보다 낮았다. 이러한 특징들은 초기 갈레온에 비해 레이스빌트 갈레온의 풍압이 낮아지고 선체가 안정화되는 결과를 낳았다. 잉글랜드 해군이 운용한 대표적인 레이스빌트 갈레온에는 잉글랜드 함선 대인티와 영국 왕실이 재정 지원한 잉글랜드 함선 리벤지가 있었으며, 레이스빌트 갈레온은 모두 잉글랜드-스페인 전쟁에 참전했다.

## 배경

네덜란드 군함과 스페인 갈레온이 해상에서 조우한 모습을 그린 그림으로, 코르넬리스 베르비크의 작품이다.

16세기 초 포르투갈 동인도 아르마다에 갈레온이 도입된 이후, 갈레온은 1600년대 중반 영국-네덜란드 전쟁이 발발할 때까지 유럽 각국의 주력 군함으로 자리매김하고 있었다.

## 같이 보기
- 무적함대
- 잉글랜드 함선 아크 로열

### 내용주
1. ↑  1570년부터 1590년까지 잉글랜드는 초기 갈레온을 모방한 다양한 갈레온을 제작했다. 대표적인 것이 잉글랜드 함선 아크 로열과 잉글랜드 함선 드레드노트였다.[2]

### 참조주
1. ↑  Herman, Arthur (2004). 《To Rule the Waves: How the British Navy Shaped the Modern World》. HarperCollins. ISBN 978-0-06-053424-0.
2. 1 2 3  Lardas, Mark (2020년 11월 24일). 《Spanish Galleon Vs English Galleon》. Bloomsbury Academic. 26쪽.
3. ↑  Winfield, Rif (2009). 《British Warships in the Age of Sail, 1603-1714》. Seaforth Publishing.
4. ↑  Barrett, John (2006년 3월 19일). 《Armada 1588》. Pen and Sword.
5. ↑   Os Navios e as Técnicas Náuticas Atlânticas nos Séculos XV e XVI: Os Pilares da Estratégia 3C – Rear Admiral Antonio Silva Ribeiro – Revista Militar (포르투갈어)
6. ↑   보관됨 2017-02-18 - 웨이백 머신 Galeão – Navegações Portuguesas by Francisco Contente Domingues (포르투갈어)
7. ↑  Lane, Kris E. Pillaging the Empire: Piracy in the Americas 1500–1750. M. E. Sharpe, 1998.